# Charles Caleb Colton
Charles Caleb Colton (1777 - 1832), foi um clérigo e escritor inglês.